# Casefabre
Casefabre é uma comuna francesa na região administrativa de Occitânia, no departamento de Pirenéus Orientais. Estende-se por uma área de 6,99 km². Em 2010 a comuna tinha 41 habitantes (densidade: 5,9 hab./km²).

## Geografia

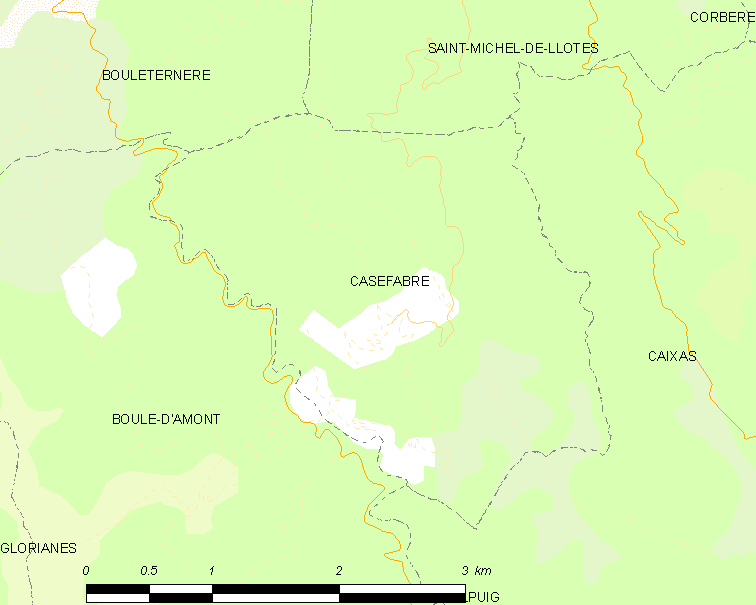
Mapa de Casefabre